# برقات (مذيخرة)

تعديل مصدري - تعديل

برقات محلة تابعة لقرية لحمان، التابعة لعزلة الجوالح بمديرية مذيخرة إحدى مديريات محافظة إب في الجمهورية اليمنية، بلغ تعداد سكانها 125 حسب تعداد اليمن لعام 2004.